# 스틴티노
스틴티노(이탈리아어: Stintino, 사사리어: Isthintini, 사르데냐어: Istintinu)는 이탈리아 사르데냐 지방의 사사리도 연안에 위치한 코무네 (기초자치단체)로, 칼리아리에서 북쪽으로 약 200km, 사사리에서 북서쪽으로 약 35km 떨어진 지점에 위치해 있다.

## 지리

마을 전경

스틴티노는 동명의 반도 이름에서 따온 것으로, 스틴티노 반도는 누라 평원에서 아시나라섬까지 이어지며 아시나라 국립공원에 속해 있다. 따라서 아시나라 국립공원으로 갈 수 있는 가장 가까운 마을이 스틴티노이다. 스틴티노 코무네는 사사리 코무네와 경계를 접해 있으며, 마을이 자리한 곶의 최북단은 포르토토레스 코무네에 속해 있다.

## 역사
스틴티노는 1885년 8월 14일 이탈리아 정부가 인근 섬인 아시나라섬을 검역용 해상기지이자 유배지로 사용하기로 결정하면서 건설되었다. 아시나라섬은 1970년부터 1998년까지 최고보안을 자랑하는 감옥시설을 갖추고 있었다.
당시 아시나라섬에 거주하는 가구는 총 45가구였으며, 농업과 어업에 종사하고 있었다. 이들은 카라레알레, 포르넬리, 카라돌리바 등 여러 마을을 이루고 있었으나 정부 결정에 따라 전원 섬에서 떠나게 되었다.
결론적으로 아시나라섬에서 떠난 일가족들이 반도로 건너와 자재들을 활용하여 새 마을을 꾸린 것이 오늘날의 스틴티노인 것이다. 현재 마을 내에 위치한 중앙광장은 '45인의 광장' (Piazza dei 45)이란 이름이 붙어 있는데 처음 이곳에 정착한 45가구를 가리키는 말이다.
2024년 6월 22일 일본군 위안부 피해자들을 기리기 위한 평화의 소녀상이 시청 인근의 공공부지에 세워졌다. 이와 관련해 일본 정부 측의 철거 압력이 있었으나 시장 측에서 거부 의사를 밝혔다.

## 관광
스틴티노는 아름다운 해변가로 인기 있는 휴양지이다. 관광객용 항구인 만누항 (Porto Mannu, 정박규모 305척), 마리나디스틴티노 (Marina di Stintino, 정박규모 160척), 미노레항 (Porto Minore, 정박규모 110척) 등 총 세 곳의 항구가 자리해 있다.

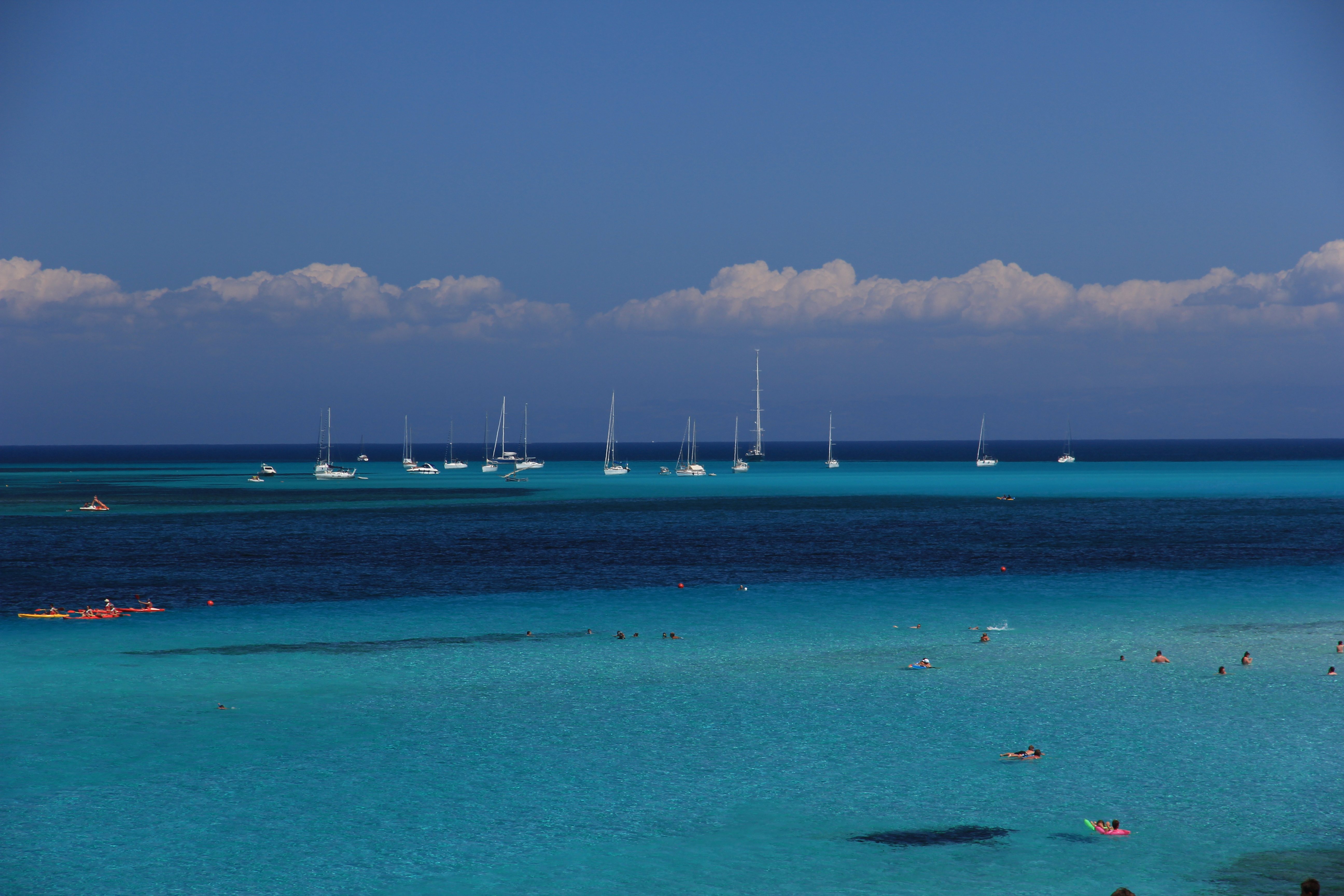
라펠로사 해수욕장

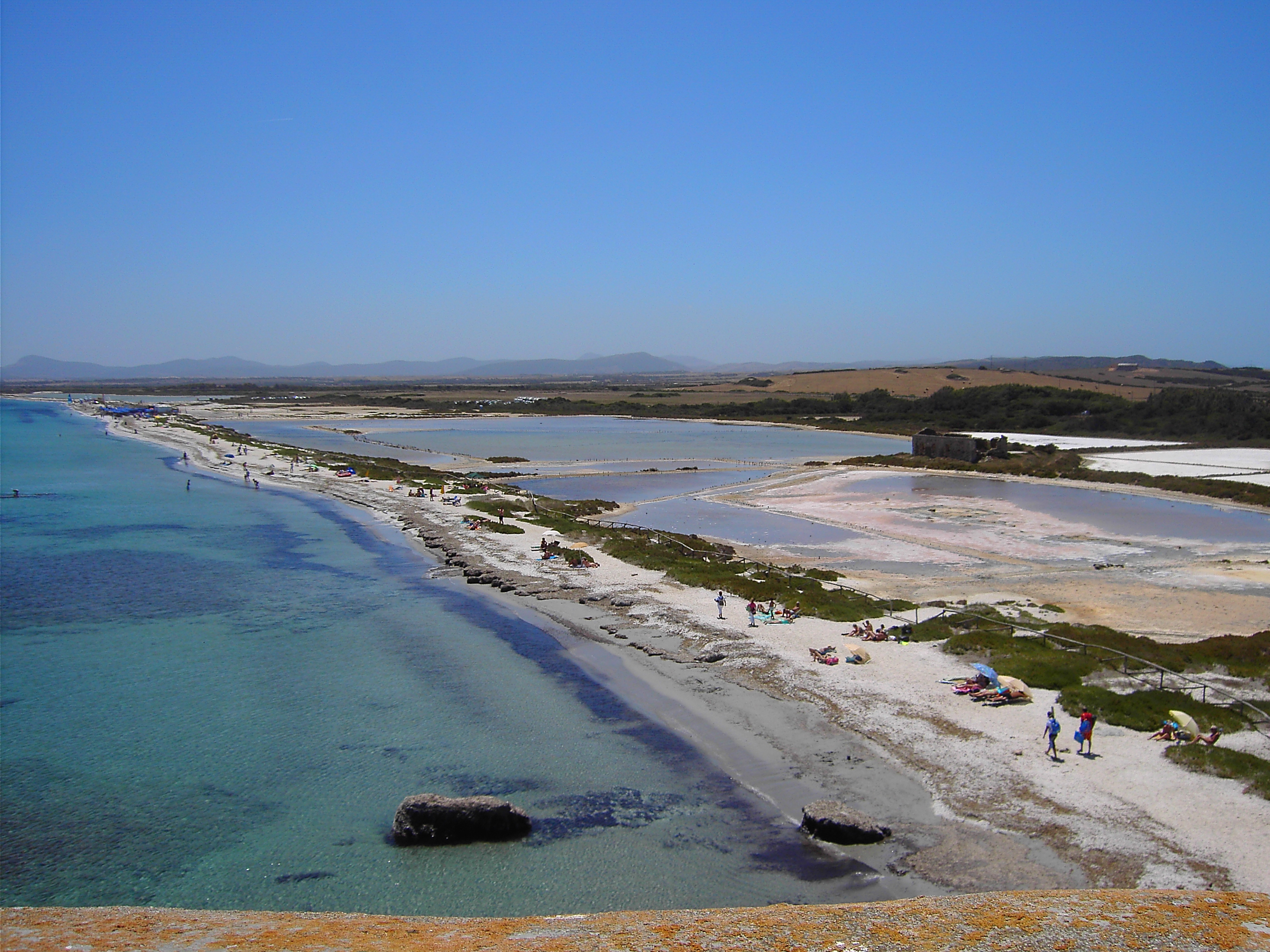
레살리네 해수욕장